# Ушаковская церковь
Ушаковская церковь — утраченный в 1936 г. храм в районе бывшей Петергофской дороги в Санкт-Петербурге, на месте современного дома по проспекту Стачек, 34, корп. 2. Официальное название — Церковь Всех Святых при Ушаковском земском училище.

## История
Храм был построен в 1872 году на средства купца А. М. Ушакова — одного из крупнейших благотворителей Петербурга. На принадлежащем ему в этом районе участке у Петергофского шоссе (ныне пр. Стачек) в 1869 году была открыта бесплатная начальная школа на 500 мест. В 1895 году для школы по проекту А. А. Докушевского возвели каменное здание. В 1873 году рядом со школой выросла деревянная земская больница, которую в 1878—1881 годах по проекту архитектора И. Я. Капустина также заменили каменной. Храм, школа и больница составляли единый благотворительный комплекс. Непосредственно у Петергофского шоссе стояли ворота со звонницей и деревянная часовня.
В феврале 1918 года храм стал приходским и действовал до 1936 года, пока не был разобран. Но неоднократно перестроенные «Ушаковские» больница и школа дошли до наших дней — это современные дома № 34 корп. 1 и № 38 по пр. Стачек.